# Kościół Chrystusa Króla w Jarocinie
Kościół Chrystusa Króla – polski rzymskokatolicki kościół parafialny położony w Jarocinie przy ulicy Paderewskiego 9, należący do dekanatu jarocińskiego w diecezji kaliskiej.

## Historia
Kościół powstał na zapotrzebowanie lokalnych katolików, którzy nie mieścili się w stosunkowo niewielkim kościele św. Marcina, a większych świątyń wówczas w mieście nie było. 13 maja 1928 na łamach Gazety Jarocińskiej ksiądz proboszcz Ignacy Niedźwiedziński zaapelował do ludności o budowę nowego, wielkiego kościoła w mieście. Podobną inicjatywę podjął już wcześniej (1921), ale zebrane datki unicestwiła w 1923 inflacja. 15 maja 1928 zawiązano komitet mający na celu zebranie odpowiedniej sumy pieniędzy na budowę kościoła. Proponowano wystawienie budowli przy ul. Wrocławskiej albo odbudowę ruiny kościoła Świętego Ducha, jednak ta druga propozycja nie znalazła poparcia, gdyż ruiny stały z dala od centrum i były stosunkowo niewielkie. Ostatecznie zwyciężyła propozycja obecnej lokalizacji, w pobliżu jarocińskiego dworca, mająca pomieścić 6000 osób. 
Obiekt został zaprojektowany przez Stefana Cybichowskiego z Poznania za 30 000 złotych. Wizję w drobnych kwestiach skorygował budowniczy Leon Adamski, m.in. poszerzając boczne nawy o 1,5 metra i zastępując filary okrągłe czworokątnymi. 29 lipca 1928 poświęcono plac budowy. W miejscu planowanego ołtarza wkopano krzyż z drewna świerkowego. 7 października 1928 poświęcono kamień węgielny. Pod koniec lipca 1930 (pomimo ciągłych problemów z finansowaniem przedsięwzięcia) gotowe były mury i została wykonana konstrukcja dachowa. Zarówno cegła, jak i dachówka pochodziły z pobliskiej cegielni w Witaszycach. Kłopoty finansowe spowodowały, że część prac (np. okna) sfinansowana została przez instytucje, stowarzyszenia i osoby fizyczne. 28 listopada 1930 na budowie na skutek upadku rusztowania zginęło dwóch robotników, a trzeci pozostał inwalidą. 
Pasterka 24 grudnia 1930 była inauguracją funkcjonowania nowego kościoła, choć pozostawał on jeszcze w stanie surowym. Prace wykończeniowe trwały do 1931. Świątynia była obiektem filialnym do 1965, kiedy to została wydzielona z parafii św. Marcina. W okresie okupacji hitlerowskiej Niemcy zamienili kościół na magazyn mebli. W 1999 dobudowano wieżę. W jubileuszu 50-lecia parafii (2015) udział wziął biskup kaliski Edward Janiak.

## Architektura i wyposażenie
Obiekt jest trójnawową bazyliką z transeptem. Wyposażenie jest neoklasycystyczne. W kruchcie znajduje się pamiątkowa tablica upamiętniająca zesłańców syberyjskich, jak również epitafium ku czci Kazimierza Barwickiego. 